# Franz Preitz
Franz Preitz (Zerbst, 12 d'agost de 1856 - Dessau, 17 de juliol de 1916) fou un organista i compositor alemany.
Estudià en el Conservatori de Leipzig, i després d'haver-se donat a conèixer avantatjosament com a organista, el 1879 fou nomenat professor del Conservatori Stern de Berlín, retornant a la seva ciutat natal el 1885 com a mestre de cant del Institut i cantor de l'església; després el 1892 va ser director de cors del ducat d'Anhalt, i des de 1897 director de la capella ducal.
Les seves composicions comprenen lieder, duos, motets, salms, un Rèquiem, cants per a tres veus de dona, preludis per a orgue, música per a el drama Gustavo Adolfo, de Kaiser, etc.